# Хессенг
Хессенг (норв. Hesseng) — деревня в коммуне Сёр-Варангер фюльке Финнмарк, Норвегия. Находится в 6 км от Киркенеса. 
Население по данным на 2013 год составляло 1761 человек. Через поселение проходят дороги: E 6 E 105 и локальная Rv885.